# Cole Palen
James Henry "Cole" Palen Jr. (28 de dezembro de 1925 Pensilvânia, EUA — 08 de dezembro de 1993 (67 anos) Flórida, EUA), foi o fundador do "Old Rhinebeck Aerodrome", um "museu vivo" de aeronaves antigas de 1900-1937 localizado em Red Hook, Nova York. Já em 1960, eles promoviam um show aéreo a cada mês e a popularidade de Palen aumentava. Com isso, tornou-se um dos pioneiros do hobby de aviões antigos e um líder dos envolvidos com a restauração e pilotagem de aviões da Primeira Guerra Mundial.